# Konstantin Josef Lüers
Konstantin Josef Lüers OFM (auch Constantino José Lüers, * 22. April 1916 in Holtrup; † 2. Juli 1997) war ein deutscher Ordensgeistlicher und römisch-katholischer Bischof von Penedo in Brasilien.

## Leben
Konstantin Josef Lüers trat dem Franziskanerorden bei und empfing am 7. April 1941 das Sakrament der Priesterweihe.
Am 13. April 1973 ernannte ihn Papst Paul VI. zum Prälaten der Territorialprälatur Óbidos und zum Titularbischof von Valliposita. Der Erzbischof von Paraíba, José Maria Pires, spendete ihm am 17. Juni 1973 die Bischofsweihe; Mitkonsekratoren waren der Bischof von Tubarão, Anselmo Pietrulla OFM, und der Bischof von Ilhéus, Valfredo Bernardo Tepe OFM.
Am 24. März 1976 ernannte ihn Paul VI. zum Bischof von Penedo. Seinen altersbedingten Rücktritt von diesem Amt nahm Papst Johannes Paul II. am 26. Januar 1994 an.